# Мельцанське сільське поселення
Мельца́нське сільське поселення (рос. Мельцанское сельское поселение) — муніципальне утворення у складі Старошайговського району Мордовії, Росія. Адміністративний центр та єдиний населений пункт — село Мельцани.

## Населення
Населення — 774 особи (2019, 956 у 2010, 1050 у 2002).